# Roberto Kusterle
Roberto Kusterle (Gorizia, 1948) è un fotografo italiano.
Vive e lavora a Gorizia.
Alla fine degli anni '80 inizia l'interesse per la fotografia dedicandosi in particolare ad una ricerca di rappresentazione della figura umana in rapporto con la natura che la circonda.

## Pubblicazioni
- Riti del corpo (2003)
- ανα χρονος (2007)
- Una mutazione silente (2009)
- Mutabiles Nymphae (2010)
- Segni di pietra (2012)
- Abissi e basse maree (2014)
- I segni della metembiosi (2014)

## Premi
- Premio per la migliore mostra fotografica in Slovenia, Mesecfotografije, Lubiana, Slovenia (2006)
- Premio per il migliore documentario, Lago Film Festival (Ferruccio Goia, Roberto Kusterle, Domenica dei fiori, 21', 2008), Revine Lago (Treviso), Italia (2009)
- Selezionato al Festival International "Jean Rouch" (Ferruccio Goia, Roberto Kusterle, Domenica dei fiori, 21', 2008), Parigi, Francia (2009)
- Premio FVG Fotografia, CRAF, Palazzo Tadea, Spilimbergo (Pordenone), Italia (2012)

| Controllo di autorità | VIAF (EN) 36290496 · ISNI (EN) 0000 0003 7425 1956 · LCCN (EN) n2003045097 · GND (DE) 137910223 · CONOR.SI (SL) 609379 |